# Jacob Boonvang
Jacob Boonvang (Rotterdam, 5 juni 1897 – Rotterdam, 11 augustus 1976) was een Nederlands pianist en orkestleider. Zijn artiestennaam was Jacques Bonevito.

## Biografie
Jacob Boonvang werd op 5 juni 1897 in Rotterdam geboren. Hij was de zoon van de Joodse Leon Boonvang en Marianna Slier. Op 17 oktober 1923 trouwde de 26-jarige Jacob Boonvang in Rotterdam met de 17-jarige rooms-katholieke Kaatje Dina Helena Snijders (geboren op 17 november 1905), dochter van Johannes Snijders en Adriana Klijnman. Jacob en Dina Boonvang kregen twee kinderen. Marianna werd geboren op 8 september 1924, maar overleed achttien dagen na de geboorte op 26 september 1924. Hun tweede dochter Adriana werd geboren op 8 maart 1928. Tijdens de Tweede Wereldoorlog ontmoette de 16-jarige Adriana in april 1944 haar grote liefde, de 22-jarige Duitse militair Karl Leiprecht. Over het leven van Jacob en Dina Boonvang en hun dochter Adriana en Karl Leiprecht heeft Jacobs kleinzoon professor dr. Rudolf Leiprecht een documentaire gemaakt.
Jacob Boonvang was de neef van Maurits Boonvang (1878-1937), een zanger en humorist die optrad onder het pseudoniem Maurice Dumas.

## Loopbaan voor de Tweede Wereldoorlog
In de jaren voor de Tweede Wereldoorlog werkte Jacob Boonvang als pianist in het variététheater, in muziekcafés en in bioscopen. Hij begeleidde ook stomme films, o.a. in het Luxor theater in Rotterdam. Als pianist trad Jacob Boonvang op door het hele land.

### Het Prins Bernhard Lied
Ter gelegenheid van de verloving van prinses Juliana en Bernhard van Lippe-Biesterfeld schreef Jacob Boonvang/Jac. Bonevito in 1936 de muziek voor het Prins Bernhard Lied: hij kwam, zag en hij overwon. De tekst voor dit lied werd geschreven door Enrico Paoli (pseudoniem van Henk Paauwe) en Paul Duval (pseudoniem van cabaretier Gerrit Jan Hendrik Dorgelo, 1899-1984) had alle rechten verworven. Het Prins Bernhard lied werd gelanceerd door de AVRO. Op 8 oktober 1936 werden er 100.000 exemplaren bij ruim duizend winkeliers en kiosken gratis ter beschikking van het publiek gesteld.
Prins Bernhard Lied
Hij kwam, zag en … overwon
Hollanders zijn koel en nuchter
’t Is hun Noord’lijke natuur
En men zegt: “Wij Nederlanders
Raken niet zoo gauw in vuur”
Doch, daar kwam een Prins uit Lippe
Heel gewoontjes, in jacquet
En hij heeft zoo, in een weekje
Aller hart in vlam gezet
Een ieder roemt in strijd
Zijn jovialiteit
Refrein
Prins Bernhard, gij hebt met Uw lach ons betooverd
Thans schijnt in ’t Oranjehuis weder de zon
Met één slag hebt gij aller harten veroverd
Prins Bernhard, hij kwam, zag en hij overwon
’t Geen wij hoorden sprak al aanstonds
Tot het hart van klein en groot
’n Prins, die niet in weelde baadde
Maar wou werken voor zijn brood
In colbert, in ’n kleine auto
Vriend’lijk wuivend: “Goeden Dag”
Ongekunsteld, toch vol charme
Won hij ieders hart op slag
Dat hielden wij niet uit
Wij zongen overluid
Refrein
Alle soorten Nederlanders
Ongeacht hun rang of stand
Hebben d’oogen uitgewreven
Toen zij ’t lazen in de krant
Stoere kerels – oude bestjes
Alles juicht’ in vreugdekoor
En de koelste Nurks zei zuchtend
Nou, ik geef me over, hoor!
Daar was in Nederland
Geen mensch tegen bestand
Refrein

### Afbeeldingen van het Prins Bernhard Lied, 1936

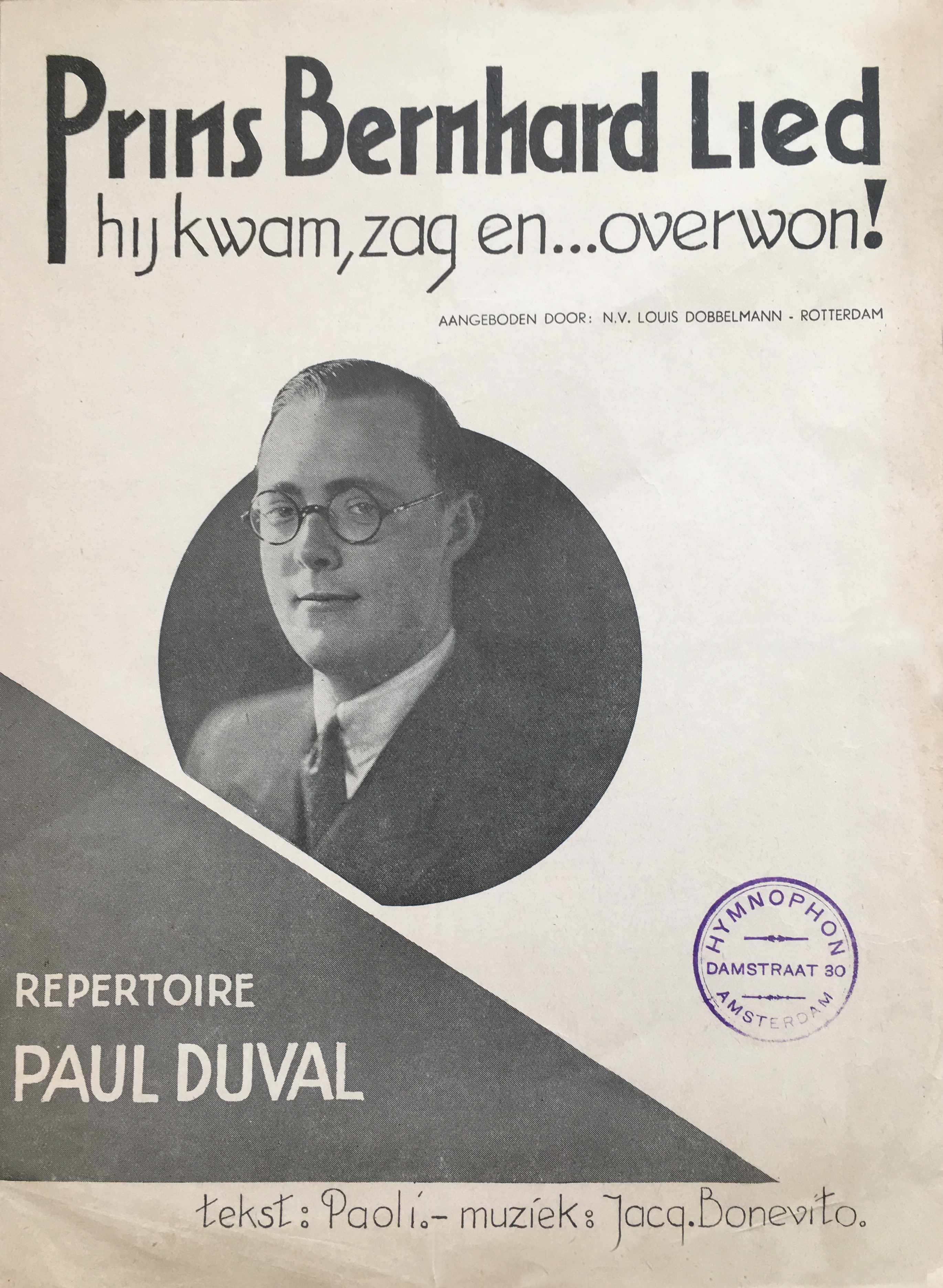
Prins Bernhard Lied p. 1, 1936.
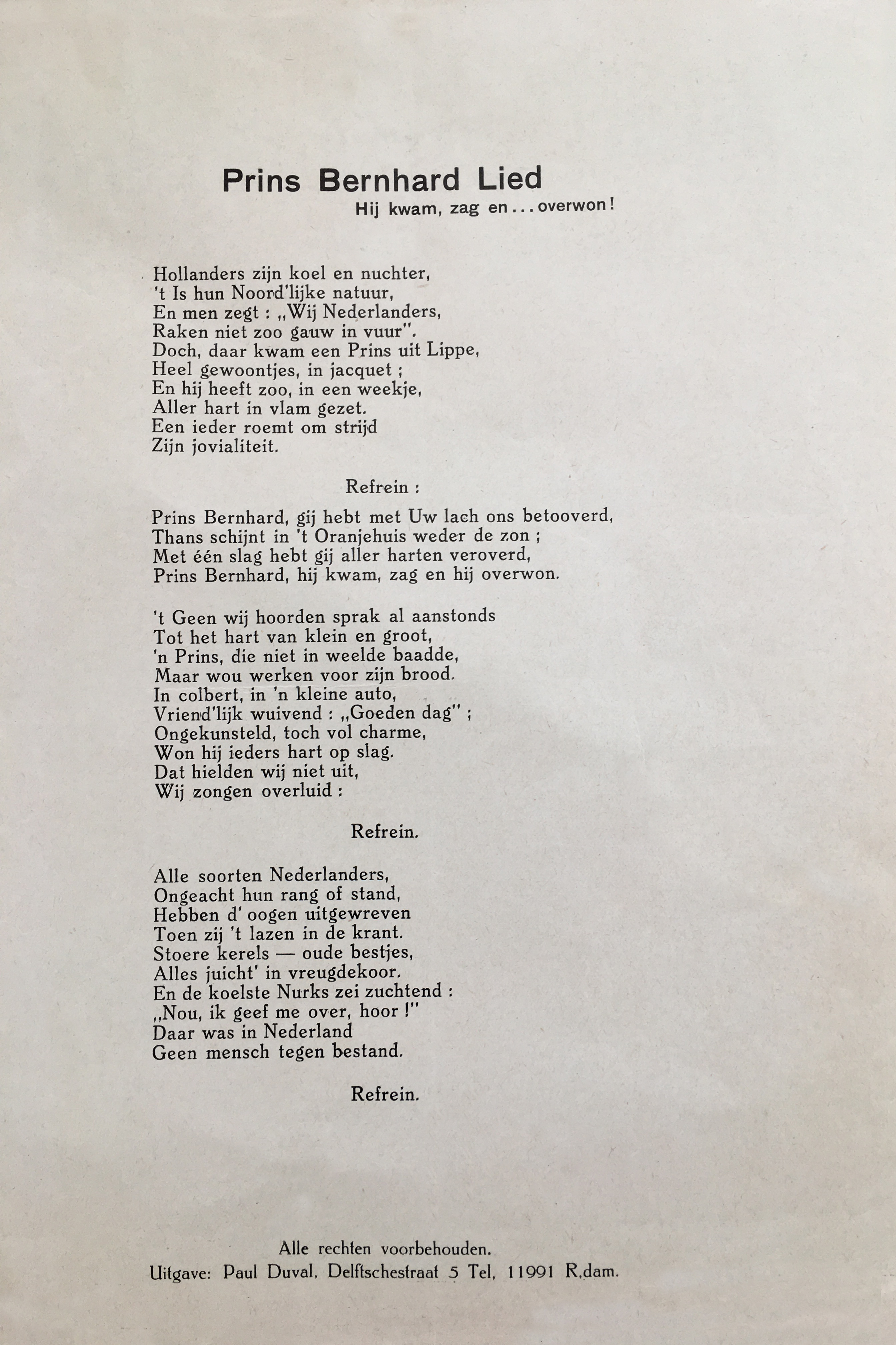
Prins Bernhard Lied p. 2, 1936.
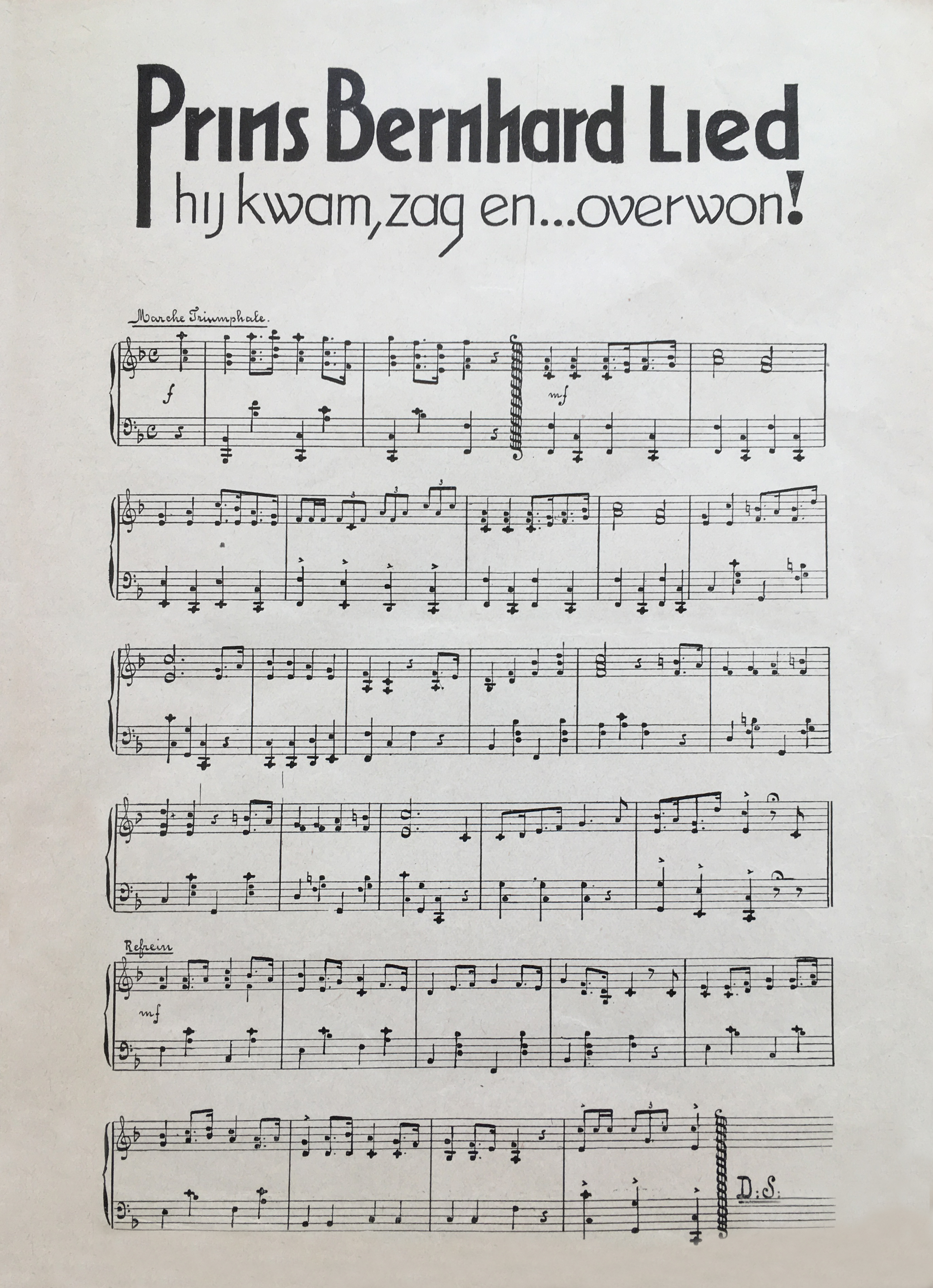
Prins Bernhard Lied p. 3, 1936

## Optredens in de aanloop naar de Tweede Wereldoorlog
Jacob Boonvang had een succesvolle carrière tot de Tweede Wereldoorlog in Nederland uitbrak op 10 mei 1940. Hij trad nog volop op in 1939 en in het begin van 1940. Hij zorgde op 6 juni 1939 voor de pianomuziek tijdens een feestavond voor militairen in Rijswijk. Eind februari 1940 trad hij twee avonden op voor ruim duizend militairen in het café-restaurant de Karseboom aan de Groest in Hilversum. Hij kreeg lovende recensies als “gewaardeerd begeleider en uitstekende piano-solist”.
In april 1940 trad hij op tijdens de Dobbelmann feestavond voor de gemobiliseerde land- en zeemacht.

## Optredens tijdens de Tweede Wereldoorlog
In 1941 kreeg Jacob Boonvang als Joodse man door de Duitse bezetters niet alleen een werkverbod, maar ook een speelverbod opgelegd. De Nederlandsche Kultuurkamer was een door de Duitse bezetter tijdens de Tweede Wereldoorlog op 25 november 1941 ingesteld instituut, waar alle kunstenaars, architecten, schrijvers, journalisten, muzikanten, filmacteurs en podiumartiesten bij aangesloten moesten zijn om te mogen werken. Joodse Nederlanders mochten geen lid worden van de Nederlandse Kultuurkamer. Het oogmerk was de pers en de kunstenwereld onder strenge controle te houden en waar nodig te censureren. De Kamer was onderdeel van de nazificatie van de Nederlandse samenleving tijdens de bezetting.
Als gemengd-gehuwde Joodse man werd Jacob Boonvang wel vrijgesteld van deportatie naar concentratiekampen of vernietigingskampen. Dit betekende dat hij in zijn persoonsbewijs niet alleen een Joden-stempel had staan, maar ook een Sperr-stempel. In maart 1944 werd Jacob Boonvang als gemengd-gehuwde Joodse man gedwongen te werk gesteld op Fliegerhorst Havelte, een locatie in Drenthe die was uitgekozen door de Duitse bezetter voor de aanleg van een vliegveld. Hij werd ondergebracht in het barakkenkamp bij De Doeze aan de Hunebeddenweg, dat ook wel het Jodenkamp werd genoemd. In het arische (niet-Joodse) kamp, dat iets verderop aan De Wal in Havelte lag, werden af en toe cabaretavonden georganiseerd die toegankelijk waren voor alle kamparbeiders, inclusief de Joodse arbeiders, en de plaatselijke bevolking. Jacob Boonvang speelde op deze avonden soms als pianobegeleider. Hij verbleef in het Jodenkamp tot kort na Dolle Dinsdag, 5 september 1944, en overleefde de oorlog.

## Hervatting van zijn loopbaan na de Tweede Wereldoorlog
Na de oorlog trad Jacob Boonvang weer op als pianist tot er aan het begin van de jaren zestig door gezondheidsproblemen een einde aan zijn loopbaan als pianist kwam. Op 1 december 1958 trad Jacob Boonvang op in het Odeon theater voor duizenden “Parool-kinderen” die de speciale Sint Nicolaas voorstelling bijwoonden die door het Parool was georganiseerd. Samen met Joop Schröder verzorgde Jacob Boonvang de muzikale begeleiding. Het Rotterdamsche Parool van 1 december 1958 beschrijft het optreden van Jac. Boonvang tijdens het bezoek van St. Nicolaas die in drie zalen de Parool-jeugd bezocht. Een van zijn laatste optredens vond plaats in Amicitia, Den Haag, voor de personeelsvereniging van de directie van Wegen van Rijkswaterstaat.

## Afbeeldingen van krantenartikelen over Jacob Boonvang

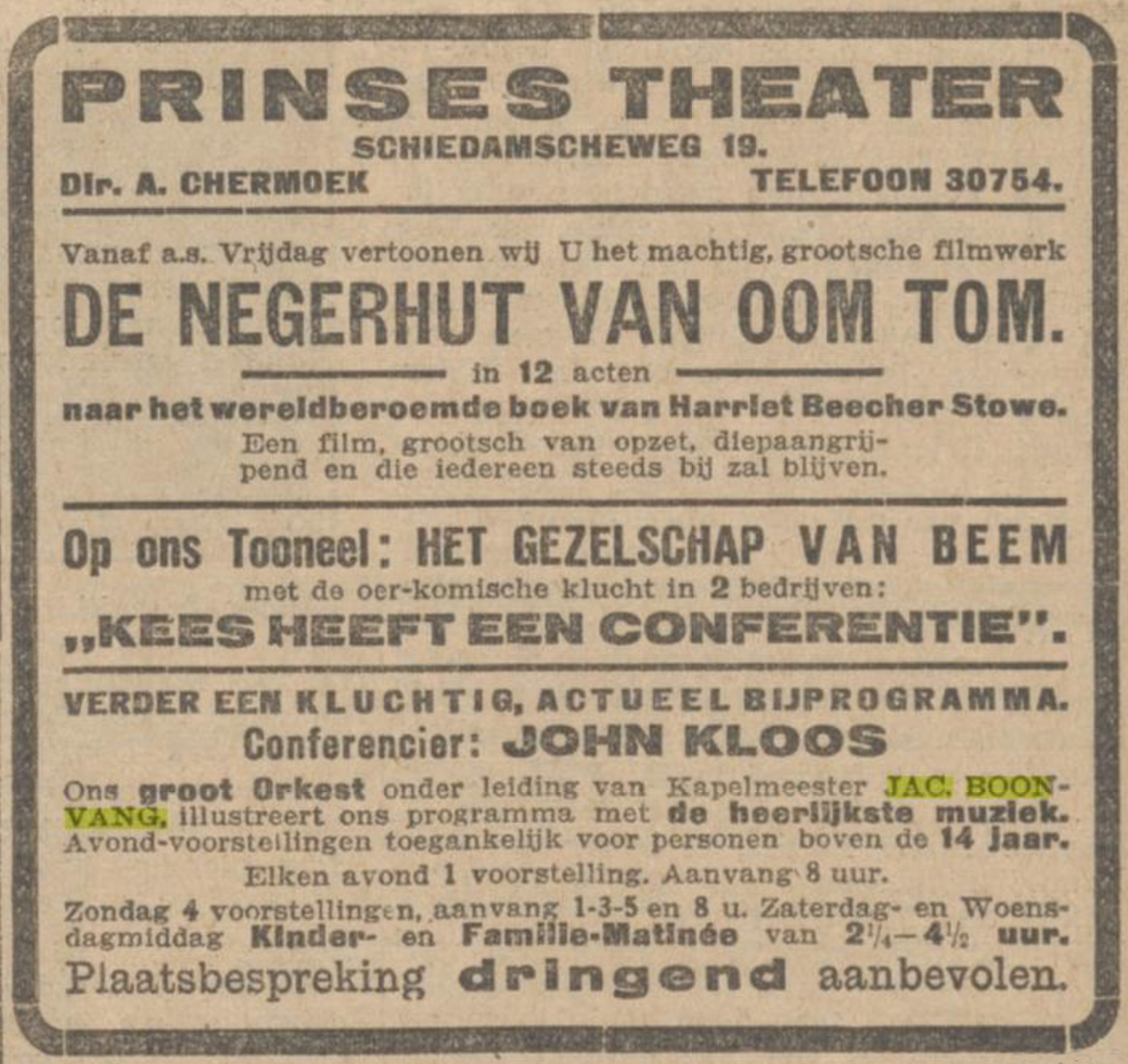
Jacob Boonvang geeft als kapelmeester leiding aan het groot orkest, advertentie Rotterdamsch Nieuwsblad, 27 september 1928.
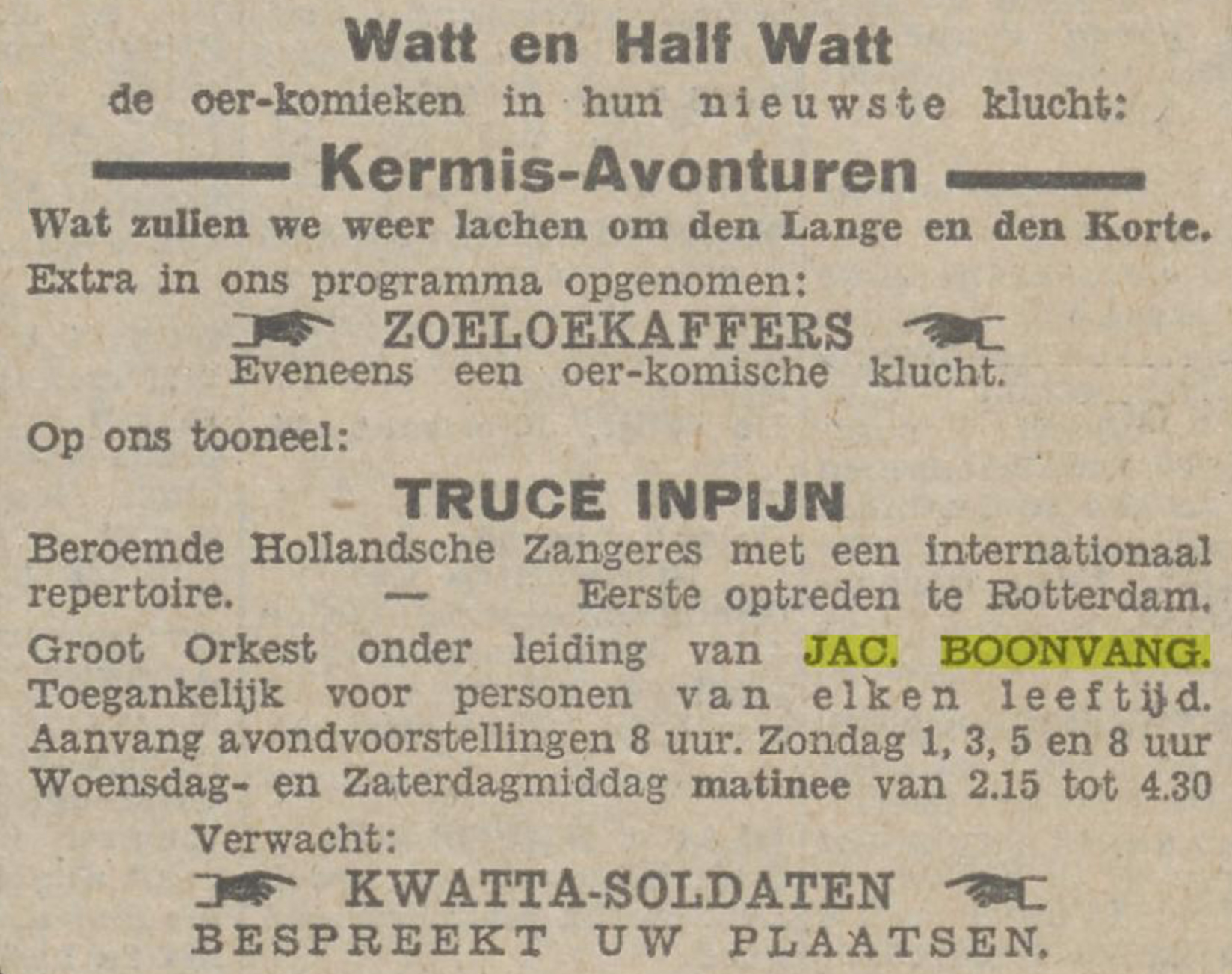
Jacob Boonvang geeft leiding aan het Rotterdams orkest, advertentie Voorwaarts sociaal-democratisch dagblad, 18 oktober 1928.
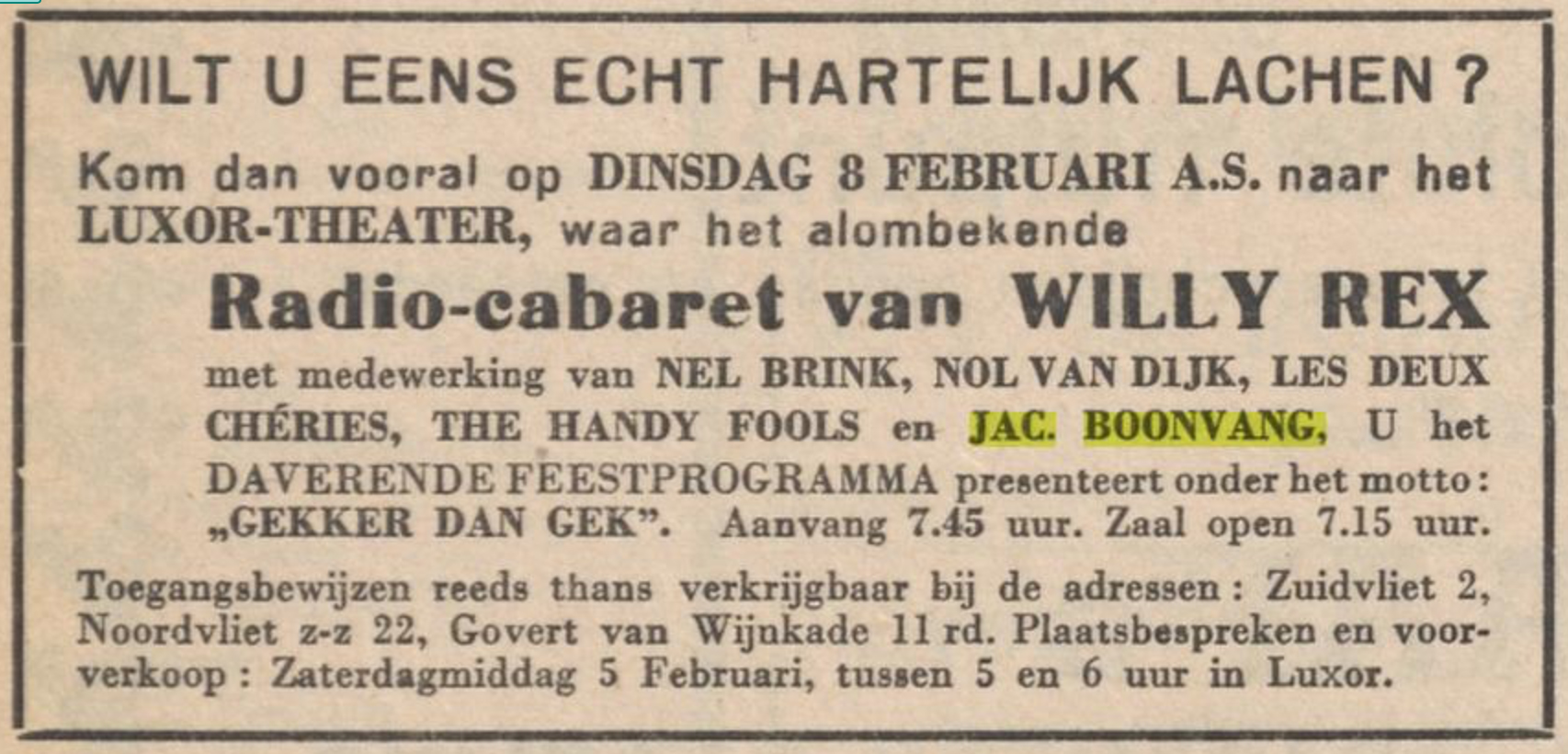
Jacob Boonvangs optreden in het Luxor Theater, advertentie in De Schakel, 28 januari 1955.